# Дурандина, Анастасия Вадимовна
Анастаси́я Вади́мовна Дура́ндина (род. 4 сентября 1996, Нижний Новгород) — российская футболистка (игрок в мини-футбол), мастер спорта международного класса, игрок мини-футбольного клуба «Кристалл» и женской сборной России по мини-футболу.

## Клубная карьера
Родилась 4 сентября 1996 года в Нижнем Новгороде. С 2003 года стала заниматься мини-футболом под руководством первых тренеров Аллы Анатольевны Назаровой и Аллы Евгеньевны Сметаниной. Уже в 17 лет Анастасия Дурандина стала мастером спорта международного класса.
Анастасия выступала за клубы «Виктория» (Дзержинск) (2011—2014), Аврора (Санкт-Петербург) (2014—2020), «Норманочка» (2020—2022).
В апреле 2021 года Анастасии Дурандиной была проведена операция на оба мениска и восстановлена структура правого коленного сустава.

### «Кристалл»
В 2022 году Анастасия Дурандина перешла в «Кристалл» из Санкт-Петербурга и в 2023 году становится семикратной Чемпионкой России.
8 марта 2024 года Анастасия Дурандина завоевала 5-й Кубок России в своей карьере. В финале «Кристалл» обыграл «Лагуну» (Пензенская область) со счетом — 2:1, а счет в матче открыла именно Анастасия Дурандина.
26 апреля 2024 года в матче против «Лагуны» (Пензенская область), завершившимся со счётом 3:2, в пользу «Кристалла», Анастасия Дурандина завоевала свой восьмой титул (седьмой подряд) Чемпиона России.
В завершившемся сезоне 2023/2024, Анастасия Дурандина провела во всех турнирах 37 матчей, забила 26 голов и отдала 15 голевых передач.
С 25 по 30 июня «Кристалл» принял участие в международном турнире Copa Mundo do Futsal (Бразилия, Каскавел).
На групповом этапе «Кристалл» поочерёдно обыграл: колумбийскую «Juventas» — 9:1, аргентинскую «Rotonda» — 24:0 и бразильскую «Female» — 2:0. Анастасия Дурандина забивала в каждом из этих матчей, а в игре с «Female» Анастасия Дурандина была признана MVP матча.
В 1/4 финала «Кристалл» переиграл японскую «Fukui» — 1:0.
В полуфинале подопечные Андрея Соловьёва уступили бразильской «Taboao» — 0:3.
В матче за третье место «Кристалл» вновь переиграл бразильскую «Female» — 3:2. И вновь один гол в ворота бразильской команды на счету Анастасии Дурандиной.
Таким образом, «Кристалл» занял почётное 3-е место, а на счету Анастасии Дурандиной — 4 забитых гола.

### Сезон 2024/2025
Сезон 2024/2025 для Анастасии Дурандиной стартовал 28 сентября в матче за Супер Кубок России. «Кристалл» уверенно обыграл «Лагуну» из Пензы со счетом — 6:1, и один из забитых голов на счету Анастасии. Таким образом, Анастасия Дурандина пополнила свою коллекцию завоеванных трофеев вторым Супер Кубком.
Свой лицевой счёт забитым голам в Чемпионате России 2024/2025, Анастасия Дурандина открыла 26 октября в матче с «Аксиньей» из Волгограда. «Кристалл» победил — 7:0, а на счету Анастасии Дурандиной два забитых гола.
13 ноября стартовал отборочный этап Кубка России. В первой игре «Кристалл» принимал «Синару» из Екатеринбурга и победил со счетом — 9:1. Анастасия Дурандина забила гол и отдала две голевые передачи. Во второй игре 14 ноября, «Кристалл» победил «Орёл» — 4:2, а Анастасия Дурандина отметилась забитым голом.
7 февраля, в матче «Кристалл» — «Лагуна» завершившимся со счетом — 4:0 в пользу подопечных Андрея Соловьёва, Анастасия Дурандина отметилась забитым голом.
19 февраля, Анастасия Дурандина забила гол в ворота «Авроры», а «Кристалл» победил со счётом — 4:1. И в следующей игре (20 февраля) с «Авророй» Анастасия Дурандина отметилась забитым голом, который позволил «Кристаллу» вырвать ничью — 2:2.
2 марта, в «утешительном» матче за 3-е место в Кубке России, единственный гол Анастасии Дурандиной позволил «Кристаллу» минимально обыграть «Лагуну» из Пензы — 1:0.
8 марта, в заключительном матче регулярного чемпионата «Кристалл» на выезде победил «Орёл» — 10:0. Один гол на счету Анастасии Дурандиной.
15 марта, во втором полуфинальном матче против «Лагуны» из Пензы, Анастасия Дурандина забила два гола, а «Кристалл» победил — 5:1.
20 апреля «Кристалл» обыграл в Нижнем Новгороде «Норманочку» со счётом — 3:0 и завоевал третье подряд чемпионство. Таким образом, Анастасия Дурандина завоевала своё девятое чемпионство России и восьмое подряд.

## Карьера в сборной
5 февраля 2013 года 16-летняя Анастасия Дурандина дебютировала в составе сборной России в матче против сборной Венгрии, в котором россиянке проиграли 2:3, а Анастасия забила первый гол. В декабре того же года Анастасия отметилась двумя забитыми голами на матчах экспериментального чемпионата мира в ворота Малайзии (победа 11:0), а россиянки стали бронзовыми призёрами.
На чемпионате мира 2015 года в Гватемале Дурандина в составе сборной России стала серебряным призёром. На счету Анастасии гол в полуфинальном матче против сборной Португалии.
В 2016 году Дурандина в составе студенческой сборной России стала вице-чемпионом мира: в финале россиянки проиграли хозяйкам чемпионата мира из Бразилии.
В 2018 году Дурандина в составе студенческой сборной России стала чемпионом мира. На групповой стадии Анастасия Дурандина отличилась в матче против сборной Израиля (6:0). В финальном матче команда России обыграла сборную Украины со счётом 2:0, и один из голов также на счету Анастасии Дурандиной, которая на этом первенстве была признана лучшим защитником.
В 2019 году Анастасия Дурандина в составе национальной сборной России завоевала бронзовые медали Чемпионата Европы.

### Товарищеские матчи после 2022
22 и 23 мая 2023 года в Ташкенте россиянки сыграли два матча против Узбекистана, победив 4:1 и 7:0. В первом матче Дурандина забила два гола. Матчи проходили не на крытой арене, а под открытым небом.
21 мая 2024 года в Ташкенте сборная России в товарищеском матче снова победила Узбекистан со счетом 6:0. На счету Анастасии Дурандиной две голевые передачи.
8 ноября 2024 года в Хошимине сборная России в товарищеском матче обыграла сборную Вьетнама со счетом 6:0. На счету Анастасии Дурандиной забитый гол и голевая передача.
10 ноября 2024 года во втором товарищеском матче против Вьетнама россиянки победили 6:1, а Дурандина отметилась забитым голом и голевой передачей.
14 и 15 декабря 2024 года сборная России провела два товарищеских матча против Киргизии, победив 13:0 и 12:0 соответственно, а Анастасия Дурандина сыграла в обоих матчах и забила два гола во втором матче.
20 и 22 марта 2025 года Россия провела матчи против сборной Бахрейна, выиграв обе встречи 4:0 каждая. Анастасия Дурандина играла в этих матчах и отметилась голевой передачей.
Таким образом, всего за национальную сборную России Анастасия Дурандина провела 75 матчей и забила 19 голов.

## Достижения

### Клубные
Чемпионат России
- Чемпионка России (2015/2016, 2017/2018, 2018/2019, 2019/2020, 2020/2021, 2021/2022, 2022/2023, 2023/2024, 2024/2025)
- Серебряный призёр (2014/2015)
- Бронзовый призёр (2016/2017)

Кубок России
- Пятикратная обладательница Кубка России (2015/2016, 2017/2018, 2019/2020, 2021/2022, 2023/2024)
- Обладательница Супер Кубка России (2023, 2024).

Международные клубные турниры
- Бронзовый призёр турнира Европейских чемпионов (2017)
- Бронзовый призёр турнира Copa Mundo do Futsal (2024)

### В сборной
- Бронзовый призёр неофициального Чемпионата Мира (2013)
- Бронзовый призёр Чемпиона Мира среди студенток (2014)
- Серебряный призёр неофициального Чемпионата Мира (2015)
- Победительница Международного турнира «Четырех наций» (2016)
- Серебряный призёр Чемпиона Мира среди студенток (2016)
- Чемпионка Мира среди студенток (2018)
- Бронзовый призёр Чемпионата Европы (2019)

### Персональные
- Лучший бомбардир чемпионата России: 2019/2020 (24 гола)